# Vadim Nikolajevitsj Krasnoselski

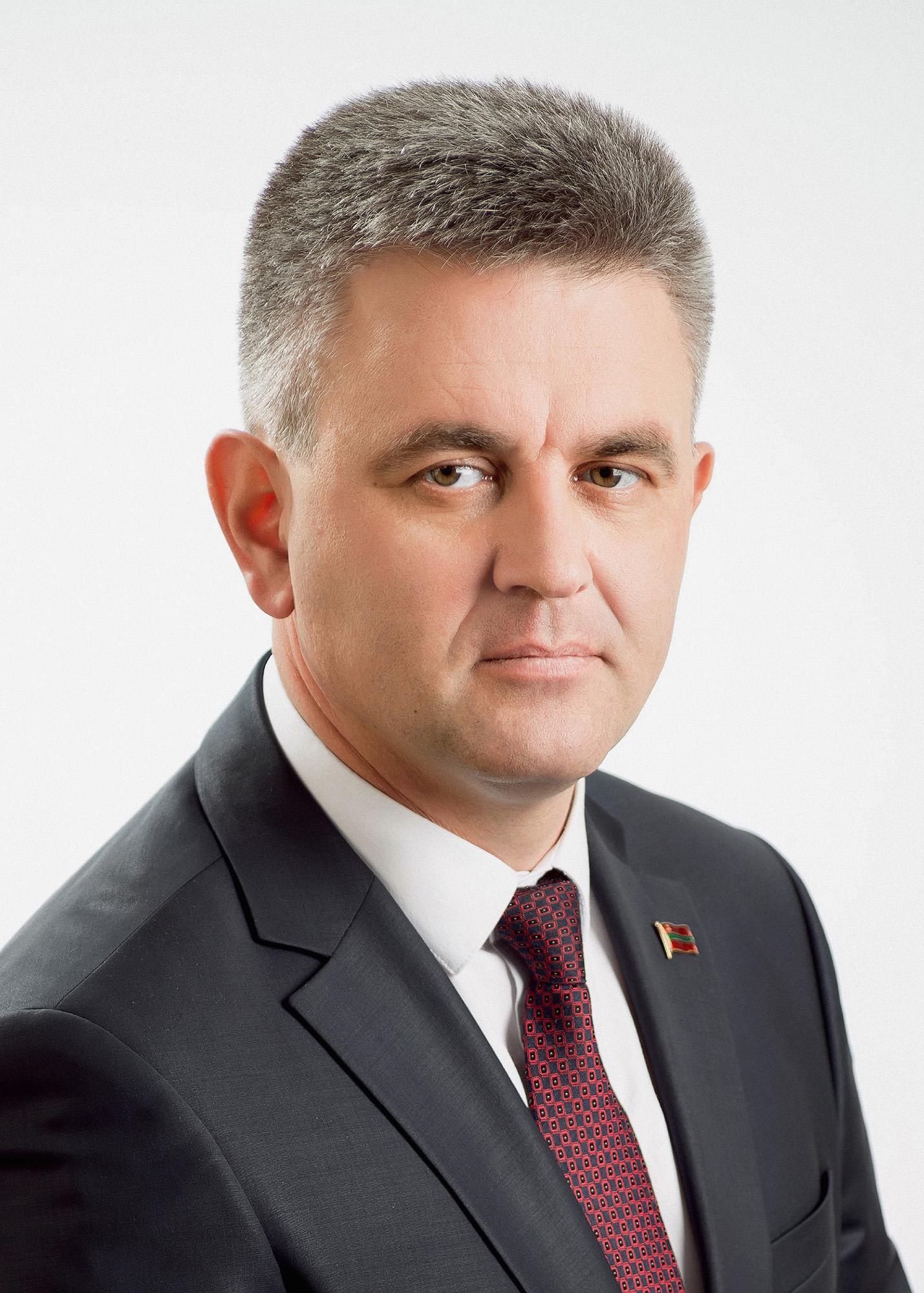

Vadim Nikolajevitsj Krasnoselski (Russisch: Вадим Николаевич Красносельский; Roemeens: Vadim Nicolaevici Crasnoselschii) (Daoerija, oblast Tsjita, 14 april 1970) is een Transnistrische politicus die sinds 2016 de 3de president van Transnistrië is. Eerder was hij lid van de Hoge Raad van Transnistrië van het 7de district, als 6de voorzitter van de Hoge Raad (2015-2016) en de 7e minister van Binnenlandse Zaken.
- Library of Congress Control Number: n2020058449
- Virtual International Authority File: 10160362817263502601
- WorldCat: E39PBJghmGYWHJkQWQbFtxrQbd